# Диаш, Жил
Жил Ба́штиан Ди́аш (порт. Gil Bastião Dias; родился 28 сентября 1996 года в Гафанья-да-Назарэ, Португалия) — португальский футболист, полузащитник клуба «Фамаликан».

## Клубная карьера
Диаш — воспитанник клубов «Гафанья», «Шанжоаненсе», «Спортинг» и «Брага». 9 августа 2014 года в матче против «Тонделы» он дебютировал в Сегнуда лиге в составе дублирующего состава последнего. В начале 2015 года Жил перешёл во французский «Монако», где для получения игровой практики начал выступать за дубль. В начале 2016 года Диаш на правах аренды перешёл в «Варзин». 17 января в матче против «Фреамунде» он дебютировал за новую команду. Через неделю в поединке против «Лейшойнша» Жил забил свой первый гол за «Варзин».
Летом того же года Диаш был отдан в аренды в «Риу Аве». 12 августа в матче против «Порту» он дебютировал в Сангриш лиге. 18 сентября в поединке против столичного «Спортинга» Жил забил свой первый гол за «Риу Аве».
Летом 2017 года Диаш вернулся в «Монако». 13 августа в матче против «Дижона» он дебютировал в Лиге 1, заменив во втором тайме Адама Диакаби. В том же месяцев Жил на правах двухгодовой аренды с правом выкупа за 20 млн евро, перешёл в итальянскую «Фиорентину». 20 августа в матче против миланского «Интернационале» он дебютировал в итальянской Серии A. 10 сентября в поединке против «Эллас Верона» Диаш забил свой первый гол за «Фиорентину».
24 июня «Ноттингем Форест» арендовал Диаша на один сезон с опцией выкупа